# 若松春奈
若松 春奈（わかまつ はるな、1989年5月30日 - ）は、日本の女優、タレントである。愛称は、わかまっちょ。東京都出身。スペースノイドカンパニー所属。所属劇団はシタチノ。舞台・テレビドラマを中心に活動している。

## 人物
- 愛称は、わかまっちょ、まちょ、はるにゃん。
- 特技は、筋肉トレーニング、バレーボール。
- 好きな食べ物は、納豆。
- 苦手な食べ物は、カレー。
- 好きなアーティストは、元AKB48の前田敦子、クリープハイプ。

## 経歴
2008年
- 高校卒業時に一度は就職するものの、スカウトをされたのを機に芸能界へ[2]。

2009年
- テレビドラマ 『おひとりさま』にて初の準レギュラー出演。

2011年 
- テレビドラマ『華和家の四姉妹』にてレギュラー出演。

2012年
- サントリー CM『トリスハイボール〜みんなの家飲み篇〜』に出演。
- ファッションブランドScoLarのモデルとして活動開始。
- 彩才女組 vol.5『港崎遊廓』にて舞台初出演。
- 演劇ユニット・Ruby Girlに所属し、月に一度開催されるイベントに1年間出演。
- 渡り廊下走り隊7『少年よ 嘘をつけ！』初回盤特典映像に出演。

2013年
- Ruby Girl解散後、個人でCM、映像、舞台などに専念する。

2014年
- 『愁雨』（監督：平野敬子）にて映画初主演[3]。

2015年
- デビューから所属していた事務所・Milky Quartzを退所し、フリーランスとして活動を開始。
- 舞台共演で親交を深めた鶴田まこの誘いでボルカホンラインダンスパフォーマンスグループ・Cheekyに参加。

2016年
- メディアンプロ『さよならRADIO』にて舞台（短編除く）初主演[4]。

2017年
- Cheekyから卒業。

2018年
- Enthenaと業務提携。

2018年6月
- 市川大貴、松浦康太、小西遼と劇団・シタチノを結成。

2019年8月
- スペースノイドカンパニーに所属。

2022年12月
- 2022年度佐藤佐吉賞 優秀主演俳優賞（舞台『長い夢』）を受賞[5]。

2023年4月
- 女優のかよう愛子と、ユニット「はるあい」としてYouTubeやグッズ製作などの活動を開始。

## 出演

### 舞台
2012年
- 彩才女組 vol.5『港崎遊廓』（2月9日 - 12日、新宿 シアターブラッツ） - 目鏡 役　
- TRAPPER『TAN-PEN劇場01〜Parallel〜』（6月1日、MAKOTOシアター銀座） - 主演：村井里琴 役　
- 劇団空感エンジン『飯田家の最期』（10月24日 - 29日、両国 Air studio） - 岡本ゆうな 役

2013年
- 『Girls Rocketeer -ガールズロケッティア-』（1月23日 - 27日、中野 ポケットスクエア ザ・ポケット） - 森山睦月 役
- エアースタジオ プロデュース公演『GO,JET!GO!GO! Vol.1』（4月3日 - 8日、東日本橋 AQUA studio） - 早紀 役
- 株式会社Milky Quartz×株式会社Artemis Good Harmony Vol.1『ふたり芝居』「ひとしずくの殺意」（10月19日 - 20日、新中野ワニズホール） - 美咲 役

2014年
- 劇団空感エンジン『SAKURA』（3月26日 - 31日、両国 Air studio） - 春 役
- 劇団空感エンジン 第七回本公演『LINE 1986-2014』（4月23日 - 29日、新宿 SPACE107） - 田村マミ 役
- 炎男〜ファイヤーガイズ〜公演 Vol.2『PRIDE』（8月13日 - 18日、両国 Air studio） - 彩 役
- 炎男〜ファイヤーガイズ〜公演 Vol.3『オサエロ』（9月10日 - 15日、両国 Air studio） - 夏子、小佐野 役

2015年
- Flying Trip 第9回公演『アンドキュメント』（1月20日 - 25日、赤坂RED/THEATER） - 滝沢愛美 役
- しゅうくりー夢vol.57 結成30周年記念公演 第二弾『コップの中に月は満ちて・・・〜強く正しくたくましく〜』（7月23日 - 27日、下北沢 駅前劇場） - 咲坂華 役
- Flying Trip Vol.10『KAJITSU -過日-』（9月11日 - 15日、池袋 あうるすぽっと） - 篠原理香子 役
- 劇団空感エンジン『PRIDE』（10月21日 - 26日、両国 Air studio） - 彩 役

2016年
- チーム進火RON 第四回公演『追憶ベイベー!』（1月14日 - 17日、下北沢 シアター711） - 優子 役
- 演劇集団イヌッコロ SHOW CASE ver.4『冒険者たちのホテル』（2016年3月23日 - 28日、中野 ポケットスクエア テアトルBONBON） - 成田ゆり 役
- チーム進火RON 第五回公演『世にもサイケデリックな夜』（5月11日 - 15日、下北沢 小劇場 楽園） - 明美 役
- Flying Trip Vol.11『春蝉の声、なお遠く』（8月24日 - 28日、渋谷 CBGKシブゲキ!!） - 小田切明日香 役
- メディアンプロ 第1回本公演『さよならRADIO』（11月10日 - 14日、新宿 SPACE 梟門） - 主演：尾崎華 役

2017年
- AGN@Enthenaプロデュース『The Red Moon Night〜月が飛ぶ夜〜』（2月22日 - 26日、新宿村LIVE） - レイ 役
- 演劇集団イヌッコロ 第11回本公演『まわれ！無敵のマーダーケース』（3月21日 - 26日、中野 ポケットスクエア ザ・ポケット） - 成田 役
- 萬腹企画 3杯目『A-E』（7月6日 - 9日、下落合 TACCS1179） - 主演：明野明 役
- 演劇集団イヌッコロ SHOW CASE ver.5『いえないアメイジングファミリー』（9月13日 - 18日、Theater新宿スターフィールド） - カイリ 役
- Enthenaプロデュース『愛、お姉ちゃん、湯の花の舞う頃』（10月11日 - 15日、コフレリオ 新宿シアター） - 一ノ瀬莉佳子 役

2018年
- 萬腹企画 4杯目『恋愛疾患特殊医療機 a-Xブラスター』（1月11日 - 14日、池袋 シアターグリーン BOX in BOX THEATER） - アルフォンス真理華ヴァイオレット 役
- エンテナ PLAY UNION 第七回公演『赤い絆の橋の上、ここからはじまる時のコト』「Spring Sugar Sweet」（2月14日 - 18日、浅草九劇） - 飯山桜子 役
- 日本橋三越本店ウインドー劇場『ショーウインドーに生きる猫』（5月3日、日本橋三越本店 本館1階ショーウインドー） - パウラ 役
- 演劇集団イヌッコロ 第12回本公演『となりのホールスター』（5月8日 - 13日、中野 ポケットスクエア ザ・ポケット） - 伊藤杏奈 役
- 萬腹企画 5杯目『マギアギア』（7月4日 - 8日、新宿シアターモリエール） - ゴシック・ソル・ノーブル 役
- 劇団バルスキッチン 第4回公演『青春フルスロットル』（9月5日 - 9日、コフレリオ 新宿シアター） - 荒木奈美 役
- MARU Produce 公演『Kiss Me You 〜がんばったシンプー達へ〜』（10月10日 - 14日、中目黒キンケロ・シアター） - 津田晴恵 役
- 萬腹企画 6杯目『SYNAPSE -シナプス-』（11月21日 - 25日、上野ストアハウス） - 主演：架徒アム 役
- WBB vol.13『まわれ！無敵のマーダーケース！！』 （12月7日 - 16日、赤坂RED/THEATER） - さとみ 役

2019年
- シタチノ 旗揚げ公演『あの頃私は、スマートだった。』（2月8日 - 11日、品川 アトリエヘリコプター） - 主演：野村さえ 役
- 加古臨王プロデュース『ブレーメンの音楽隊』（5月24日 - 28日、中野 ウエストエンドスタジオ） - トリ 役
- シタチノ 番外公演 Vol.1『シタチノカイギ!!』（6月28日 - 30日、早稲田 イズモギャラリー）
- JUNON SUPERBOY ARTISTS劇団『主観的凡人の望み』（9月19日 - 23日、阿佐谷 ひつじ座） - 三島 役
- シタチノ 第2回公演『BEYOND THE CHAIN 〜心のままに…〜』（11月20日 - 24日、下北沢 Geki地下Liberty） - ミラ 役
- 萬腹企画 9杯目『NIKORA -ニコラ-』（12月25日 - 29日、中野 ポケットスクエア テアトルBONBON） - 内藤ホライゾン 役

2020年
- 羽仁プロデュース 第3弾『ハッピーハードラック』（2月18日 - 24日、上野ストアハウス） - ユッコ 役
- 『天満月の猫』（4月29日 - 5月11日、中落合 シアター風姿花伝） - ミヅキ 役
- 『ミュージカル封神演義-開戦の前奏曲（）-』 - アンサンブル
  - 東京公演（10月23日 - 11月2日 10月25日、品川プリンスホテル ステラボール）
  - 大阪公演（11月6日 - 8日、COOL JAPAN PARK OSAKA WWホール）

2021年
- シタチノ 第4回公演『カツロ』（2月3日 - 7日、中野 ウエストエンドスタジオ） - 須藤美咲 役
- 劇団バルスキッチン 第13回公演『どぎまぎメモリアル』（4月21日 - 25日、高島平 バルスタジオ） - 藤原楓 役
- シタチノ 第3回公演『いえないアメイジングファミリー』（2020年6月10日 - 14日 2021年6月23日 - 27日、中野 ポケットスクエア 劇場MOMO） - 主演：メモリ 役
- UZR 第五回本公演『この夏から一番遠い群青（）を探して』（8月28日 -  9月6日、中野 ポケットスクエア 劇場MOMO） - 新海美帆 役
- 『ねぇ、ヒルガオが咲いてるよ。』（11月3日 - 7日、高島平 バルスタジオ） - 木嶋夏子、ニーナ、外国の警察 役

2022年
- T-gene presents『トワイライトの涙』（1月19日 - 23日、新宿 サンモールスタジオ） - 香里奈 役
- 萬腹企画 14杯目『ハガネノコドウ A-E』（5月19日 - 22日、池袋 あうるすぽっと） - 芹ミライ 役
- シタチノ 番外公演 Vol.2『シタチノ味紀行』「凪の色」/「潤いたくて」/「森の神」（2月11日 - 13日 7月16日 - 18日、早稲田 イズモギャラリー）
- 萬腹企画×かいじゅうコット 特別コラボ公演『マッピルマの人々』（7月27日 - 31日 29日、参宮橋トランスミッション） - 新井薬師 役
- シタチノ 第5回公演『長い夢』（9月22日 - 25日、王子小劇場） - 主演：上田詩織 役
- !ll nut up fam 役者10周年記念公演・一人芝居『俺、冨田浩児』「マスク」（10月8日、目黒 千本桜ホール） - 日替わりゲスト
- Daisy times produce『転生相談所「RINNE49」』（11月2日 - 6日、中野 ポケットスクエア 劇場MOMO） - 千成那美 役
- 萬腹企画 15杯目『恋愛疾患特殊医療機 a-xブラスター』（11月13日、恵比寿 シアター・アルファ東京） - 日替わりゲスト：カイザー松尾 役
- シタチノ 第6回公演『河川敷アウトサイダー』（11月30日 - 12月4日、池袋 スタジオ空洞） - てるあきの母 役

2023年
- T-gene stage『嘘つき』（1月18日 - 22日、すみだパークシアター倉） - 工藤モエ 役
- 劇団バルスキッチン 第24回公演『どぎまぎメモリアル』〜どぎどぎピンクバージョン〜（3月21日 - 26日、高島平 バルスタジオ） - 藤原楓 役
- 萬腹企画 16杯目『MAGIAGIA -マギアギア-』（4月27日 - 30日、池袋 あうるすぽっと） - 戸出キョウコ、白の魔法使いブラン 役
- T-gene stage『MOMOTARO』（5月24日 - 28日、品川 六行会ホール） - 桃山ハルカ 役
- 劇団バルスキッチン 第26回公演 『夢ぼくろファンタジア』（6月21日 - 25日、高島平 バルスタジオ） - 主演：前田香澄 役
- シタチノ 番外公演 Vol.3『「お松のターン！」〜松浦康太 短編集〜』「僕はまだ人生を謳歌していないのかもしれない」/「ゆびきり」/「VSコメンタリー」/「柳瀬川春千代、薄紅色の春模様」（7月20日 - 23日、下北沢 スターダスト）
- Daisy times produce『R-20』（8月16日 - 20日、大塚 萬劇場） - 花子さん 役
- T-gene stage『消された声』（10月4日 - 9日8日、すみだパークシアター倉） - 白井カナ 役
- シタチノ 第7回公演『タンピングランマー』（12月8日 - 11日、シアター1010 稽古場1） - 清原唯香 役

2024年
- 萬腹企画 17杯目『封印壊除』（3月21日 - 25日、池袋 シアターグリーン BIG TREE THEATER） - 入ヶ谷玲香 役
- おむすびシアター 朗読劇（4月13日、下北沢 おむすびシアターBARシモキタ）
- シタチノ 第8回公演『輝々』（4月26日 - 29日、シアター1010 稽古場1） - 望月朱里 役
- Daisy times produce『横浜キョンシーRENDEZ-VOUS』（5月29日 - 6月2日、品川 六行会ホール） - 丑尾テッセン 役
- シタチノ 番外公演 Vol.4『夏DANE』「久しぶりに会った青木純平は、明らかにかぶれていた」/「フレンドライクウィン」/「蝉の声」（7月5日 - 7日、早稲田 イズモギャラリー） - 紗々 / ライラック・ミハ・シルフィ / 桐谷艶麻 役
- Daisy times produce『色づく海のエスポワール』（7月31日 - 8月4日、新宿 シアターブラッツ） - 紺野陽詩 役
- 劇団バルスキッチン 第36回公演 第36回池袋演劇祭参加作品『商店街グランドリオン』（9月11日 - 16日、池袋 シアターグリーン BIG TREE THEATER） - 田中朝子 役
- おむすびシアター 朗読劇（9月23日、下北沢 おむすびシアターBARシモキタ）
- 萬腹企画 18杯目『怨霊撲滅屋GB』（11月13日 - 17日、新宿シアターモリエール） - フェリシア 役
- m sel.プロデュース sel.series 1『only』（12月4日 - 8日、池袋 スタジオ空洞） - 澤部真実 役
- Daisy times produce番外編コントミニ公演『お掃除大戦争』（12月18日 - 22日、ステージカフェ 下北沢亭） - ホコリちゃん 役

2025年
- シタチノ 第9回公演『美しくみえる沼』（2月26日 - 3月2日、下北沢 OFF・OFFシアター） - 主演：鵠沼緑子 役
- 萬腹企画 春の特別公演『ライジング・ラブ』（3月12日 - 16日、下北沢 小劇場 楽園） - 芹ミライ 役
- 萬腹企画 19杯目『恋愛疾患特殊医療機 a-xブラスター』（7月16日 - 20日、品川 六行会ホール） - 二季鳥・カイザー・フェネクス 役
- シタチノ 番外公演 vol.5『部屋』（4月25日 - 27日 8月22日 - 24日〈予定〉、早稲田 イズモギャラリー） - 私 役
- Daisy times produce 本公演10作目『Late Summer Sunset』（9月12日 - 21日〈予定〉、中野 ポケットスクエア テアトルBONBON）

### 映画
- 新宿歌舞伎町物語（2009年1月31日、ゴー・シネマ）
- カイジ 人生逆転ゲーム（2009年10月10日、東宝） - カップル 役
- 愁雨（2014年10月4日、監督：平野敬子） - 主演：天羽悠里 役[注釈 9][3]

#### 未公開作
- 血まみれウェディング（2018年製作） - ヒロイン：松下麗奈 役[62]

### テレビドラマ
- セレブと貧乏太郎（2008年10月期クール、フジテレビ） - カップル 役
- おひとりさま（2009年10月期クール、TBS） - バレーボール部部長 役（レギュラー）
- 熱いぞ!猫ヶ谷!!（2010年10月期クール、名古屋テレビ） - クラスメイト 役
- 大切なことはすべて君が教えてくれた（2011年1月期クール、フジテレビ） - 私立明稜学園高等学校生徒 役
- 華和家の四姉妹（2011年7月期クール、TBS） - with編集部 板野優紀 役（レギュラー）

### 映像作品
- 渡り廊下走り隊7『少年よ 嘘をつけ！』初回盤特典映像：渡辺麻友主演「あ そ ぼ」（2012年5月30日、ポニーキャニオン） - 高山有希 役
- シタチノ Movie Lab. Vol.1『点』・Vol.2『面』（2020年11月）
- ごっこ倶楽部『アンガージュマン』（2022年）[注釈 10]
- シタチノ Movie Lab. Vol.3『潤いたくて』（2023年10月） - 紗々 役

### オーディオドラマ
- ミミニツイテハナレナイ×シタチノ 360°サウンドドラマ『フルフラールの香り』（2022年4月25日） -  主演：水野香織 役

### バラエティ・情報番組
- 音楽ジゴロ（2009年、テレビ朝日） - ジゴロガールズ
- 全力坂（2009年（miu名義）・2011年、テレビ朝日）
- コレってアリですか?（2010年・2011年、日本テレビ） - 女子会メンバー 役
- 通販美人 Trend Collection（2010年10月 - 2011年3月、関西テレビ） - メイド ハルナ
- 踊る!さんま御殿!!（2011年 - 、日本テレビ） - 再現ドラマ、不定期
- サイエンスZERO（2012年4月 - 、NHK Eテレ） - オープニング映像 女子大生 役
- ダウンタウンのガキの使いやあらへんで! 絶対に笑ってはいけない地球防衛軍24時 お見逃しも未公開も一挙大公開SP!!（2014年1月3日 、日本テレビ）[63]
- ダウンタウンのガキの使いやあらへんで! 絶対に笑ってはいけない大脱獄24時（2014年12月31日、日本テレビ) -  驚いてはいけない大脱獄
- ダウンタウンのガキの使いやあらへんで! 絶対に笑ってはいけない大脱獄24時 お見逃しも未公開も一挙大公開SP!!（2015年1月3日、日本テレビ）[64]
- ネーミングバラエティー 日本人のおなまえっ! / 日本人のおなまえ（2018年・2021年、NHK総合）
- きょうの健康（2023年7月、NHK Eテレ） - 再現VTR

### インターネット番組
- グラ☆スタ！バンバン（2009年 - 2010年）
- ハラハチッ!!☆★（2012年7月 - 、スカイクラッドTV）

### 雑誌・書籍
- 地域密着型フリーペーパーマガジンaqua（1月号、アクア） - 表紙モデル
- 月刊カメラマン（7月号、モーターマガジン社） - イメージモデル
- るるぶ情報版-伊豆/箱根2012-（2011年6月、JTBパブリッシング）
- るるぶ情報版-栃木2012-（2011年7月、JTBパブリッシング）
- るるぶ情報版-東京/横浜2013-東京スカイツリー（2012年5月、JTBパブリッシング）
- Picoolマスク美女図鑑（2021年8月11日、虎屋）

### 広告
- 読売ジャイアンツ（2012年6月発売 るるぶ情報版-東京観光2013年-、読売巨人軍） - チーム応援カップル 役
- Picool（2020年 - 、虎屋）

### CM
- 東京メトロ（2008年、東京地下鉄）
- シーブリーズ（2008年、資生堂）
- トリスハイボール〜みんなの家飲み篇〜（2012年、サントリー） - 女子会メンバー 役
- TikTok WebCM（2020年 - ）

### ファッションモデル
- Chi-w専属モデル
- CUTiE（6月号、宝島社）
- ScoLar（カタログモデル：2012年 - 2018年 / ライブショッピング・ノベルティモデル：2023年 - 、シャルズ）
- Color-i J-POP GIRLS SPRING LIVE 2012 in YOKOHAMA（2012年3月19日、横浜BLITZ、NEXUS）

### サロンモデル
- BEAUTYNAVI
- ソシエワールド専属モデル<投票1位>

### ラジオ
- 栗原美季プロデュース Café Les R（2011年、エフエム世田谷） - ゲスト

### イベント
- 『愁雨』上映会（2014年10月4日・5日・12日・13日、渋谷アップリンク）
- マギアギア撮影会（2018年8月19日、東京都内 撮影スタジオ）
- 舞台『青春フルスロットル』トークイベント（2018年8月27日、THE 3RD PLANET CUBEPARK 横浜本店）
- 伊藤佳織のいとをかし。（2019年5月6日、小劇場 楽園）
- シタチノ 旗揚げ公演『あの頃私は、スマートだった。』上映会イベント（2020年2月29日 - 3月1日、イズモギャラリー）
- 萬腹企画の個展（2021年8月14日、ギャラリーがらん西荻）
- 「UZRまったり会」〜この夏から一番遠い群青（）を探して公演直後オツカレ様まったり会〜（2021年9月19日、アース・シー・スカイスタジオ）
- 図ったん×ひょったん vol.6（2021年10月17日、四谷3丁目ドリームシアター） - 以降不定期参加。
- 「UZRまったり会」〜二年越しのクリスマス会&忘年会スペシャル〜（2021年12月25日 - 26日、アース・シー・スカイスタジオ）
- 舞台『トワイライトの涙』前夜祭（2022年1月9日、大塚ドリームシアター）
- session vol.20（2022年2月19日、四谷3丁目ドリームシアター） - 以降不定期参加。
- 「UZRまったり会」〜祝2022年新年会&5周年記念のUZRまったり会〜（2022年3月19日 - 20日、アース・シー・スカイスタジオ）
- 萬腹企画 14杯目『ハガネノコドウA-E』キャストトーク&チェキ撮影会 / 公演振り返り㊙️トーク&チェキ撮影会（2022年4月2日、アース・シー・スカイスタジオ / 7月2日 - 3日、バルスタジオ）
- ミミニツイテハナレナイ×シタチノ『フルフラールの香り』先行リリース記念イベント！（2022年4月17日、JOINT Harajuku）
- T-gene学園 vol.1（2022年6月12日、角筈区民ホール） - 以降不定期参加。
- 萬腹企画×いとをかし。 コラボイベント（2022年7月29日、参宮橋トランスミッション）[30]
- なおりくの遊び場 vol.1（2022年8月6日、バルスタジオ） - 以降不定期参加。
- 萬腹企画の個展#3（2022年8月20日 - 21日、ギャラリーがらん西荻）
- 天竺生地 vol.1（2022年10月1日、バルスタジオ） - 以降不定期参加。
- シタチノ 第2回公演『BEYOND THE CHAIN 〜心のままに…〜』上映会（2022年10月23日、イズモギャラリー）
- 萬腹企画 15杯目『恋愛疾患特殊医療機 a-xブラスター』アフタートーク&チェキ撮影会（2022年11月20日、高田馬場ラビネスト）
- かよう愛子 BIRTHDAY EVENT（2022年12月11日、赤坂CHANCEシアター）
- DAISY TIMES PARTY 2022（2022年12月24日、ハイジアV-1）
- 「UZRまったり会」〜『幾星霜、響く鐘』アフターイベント&大忘年会〜（2022年12月29日、バルスタジオ）
- 舞台『嘘つき』前夜祭（2023年1月8日、ミューズモード音楽院 本館）
- 萬腹企画 大新年会（2023年2月5日、バルスタジオ）
- wakku-luck 第1回「写真撮影の極意を学ぶ」（2023年3月19日、YMCAアジア青少年センター スペースYホール）
- 『どぎまぎメモリアル』どぎどぎピンク×まぎまぎブルー バトンタッチイベント（2023年4月1日 - 2日、バルスタジオ）
- T-gene Fes vol.5（2023年4月9日、ミューズモード音楽院 本館）
- 萬腹企画 16杯目『MAGIAGIA -マギアギア-』〜ビフォアイベント〜 / 〜上映会&メイキング&トークイベント〜（2023年4月16日 / 2024年2月3日、バルスタジオ）
- 伊藤佳織生誕祭（2023年5月7日、東京都銀座某所）
- 『MOMOTARO』前夜祭（2023年5月13日、R’sアートコート）
- はるあいとオンライン通話（2023年5月14日、オンライン）
- 夢ぼくろファンタジア アフターイベント（2023年7月2日、バルスタジオ）
- シタチノ5周年記念イベント（2023年8月26日、ギャラリーあるかぶる）
- 『消された声』前夜祭 / 後夜祭（2023年9年24日、ミューズモード音楽院 本館 / 10月14日、R’sアートコート）
- 女子だらけの大運動会（2023年10月21日、恵比寿ガーデンプレイスタワー 13階）
- シタチノ 第7回公演『タンピングランマー』アフターイベント！（2023年12月16日、ギャラリーあるかぶる）
- 永石匠フェス（2023年12月17日、池袋西口GEKIBA）
- 若松春奈X'masグッズお渡し会（2023年12月23日・29日・30日、ふれあい貸会議室 高田馬場D / レンタルスペース5-13-1）
- はるあいと一緒（2024年2月10日、FromScratch ほか）
- オンライン通話（2024年3月8日・10日、オンライン）
- 萬腹企画 17杯目『封印壊除』〜ビフォアトーク&チェキ撮影会〜 / 〜アフタートークイベント〜 / 〜上映会&メイキング&トークイベント〜（2024年3月9日 / 4月7日 / 10月19日、バルスタジオ）
- シタチノ 第8回公演『輝々』前夜祭 / 後夜祭（2024年4月6日 / 5月5日、ギャラリーあるかぶる）
- たこくん新時代への船出フェス（2024年6月22日、ウッディシアター中目黒）
- シタチノ一日店長イベント（2024年7月13日・2025年5月3日、ScoLar原宿店）
- YUMIMI's BIRTHDAY EVENT 2024「本日は主役」（2024年8月10日、新中野ワニズホール）
- Having Fes（2024年8月18日、音部屋スクエア）
- 商店街グランドリオン アフターイベント（2024年9月28日 - 29日、バルスタジオ）
- 女子だらけの大運動会（2024年10月13日、Art Live Space 「Special Colors」）
- welcome "OFF PARTY"（2024年10月14日、東京都内）
- 萬腹企画 18杯目『怨霊撲滅屋GB』〜ビフォアトークイベント〜（2024年10月20日、バルスタジオ）
- シタチノ 第5回公演『長い夢』上映会（2024年10月26日、中野シアターかざあな）
- ズドン45（2025年1月11日、バルスタジオ）
- 永石匠フェスVol.2「Cakes and Ale!!!!」（2025年1月12日、池袋西口GEKIBA）
- 長谷部優&嘉陽愛子 39Anniversary（2025年1月25日、アキバステラキューブ）
- 萬腹企画の個展#8（2025年2月8日、アジギャラリー）
- シタチノ 第9回公演『美しくみえる沼』Before Event / After Event（2025年2月15日 / 3月8日、アトリエ神楽）
- ライジング・ラブ クライマックス目前イベント！（2025年3月15日、小劇場 楽園）
- 財前企画 第三回 優一食堂（2025年3月22日、Tokyo in Bar） - 以降不定期参加。
- はるあいvol.2 〜あつまれ！May blues〜（2025年5月11日、CAFE ホシノテレカ）
- 伊藤佳織生誕祭（2025年5月18日、東京都内某所）
- 若松春奈birthdaygoodsお渡し会（2025年5月30日・6月7日・22日、CasaBlan幡ヶ谷salon）
- 萬腹企画 19杯目『恋愛疾患特殊医療機 a-xブラスター』〜ビフォアトークイベント〜 / 〜アフタートークイベント〜（2025年7月4日 / 26日、バルスタジオ）
- BUG SHOES 2nd EP『悪童』Release Live（2025年7月30日〈予定〉、R LOUNGE）
- 運王（2025年8月3日〈予定〉、アトリエファンファーレ東池袋）
- YUMIMI's BIRTHDAY PARTY 2025（2025年8月10日〈予定〉、πTOKYO） - MCゲスト

## 作品

### 写真集
- 【wakku-luck01写真集企画】若松春奈（2023年6月14日、和奏AGENCY、撮影：福島裕二）

### 楽曲
参加作品
- Finéquipes「Baka（feat. 若松春奈）」（2025年3月14日） - ボーカル